# (10856) Bechstein
(10856) Bechstein (1995 EG8) – planetoida z grupy pasa głównego asteroid okrążająca Słońce w ciągu 5,63 lat w średniej odległości 3,16 j.a. Odkryta 4 marca 1995 roku.